# La Pasión de Callosa de Segura
La Pasión de Callosa de Segura es una obra religiosa sobre la pasión, muerte y resurrección de Jesucristo. Se representa desde 1969 en la ciudad de Callosa de Segura.

## La obra
La Pasión de Callosa de Segura bebe sus orígenes en las fuentes de la tradición histórica, contada y transmitida por sus habitantes desde finales del siglo XVI en las celebraciones dominicales de la "CORONA MORTIFICADA" que la Orden Tercera de San Francisco supieron captar y guardar de la devoción religiosa de nuestra Ciudad, que bajo la supervisión de los frailes del convento de los Padres Alcantarinos, todos los domingos de Cuaresma se representaba y se rezaba en la nave central de la Capilla de los Padres Franciscanos.
Con el inicio de la Guerra Civil, estas escenificaciones de la Corona Mortificada quedaron interrumpidas hasta el término de dicha guerra. Sería en estos años y más concretamente durante la posguerra, cuando aquella antigua tradición de representar la Corona Mortificada los domingos de Cuaresma, dio paso a lo que hoy conocemos como "La Pasión de Callosa de Segura". 
A principios de los años 30, existía en nuestra ciudad un Grupo Artístico compuesto por gentes de Callosa amantes del teatro y que representaban habitualmente comedias y zarzuelas. Con la llegada de la Cuaresma, este mismo grupo de teatro amateur representaba la obra de teatro denominada "EL DRAMA DEL CALVARIO".
De esta época se tiene constancia documental, gracias a un programa de mano, del que todavía hoy conservamos su original, y en el que se anunciaba la última representación del año, en el Centro Social de Obreros Católicos, calificándola como un "Monumental Acontecimiento Artístico-Religioso", fechado el 14 de abril de 1935. Se puede observar que la obra no era representado con el título original, al que sí se hace alusión, dando prueba de que aquella obra que nuestros antecesores ya representaban en los años treinta es la misma que hoy celebramos cada Cuaresma, con la misma ilusión con que se inició en aquella primera época, la cual se vio interrumpida por la cruenta Guerra Civil (1936-1939).
Las representaciones fueron sucediéndose cada Cuaresma con cierta intermitencia durante algunos años y le sirvieron como escenario los distintos teatros que existían en la Ciudad, dada la gran afición que desde siempre ha habido en Callosa por el teatro. Esta segunda etapa dejó de representarse en el año 1956. Sería en el año 1968 cuando el Reverendo Cura Párroco de San Martín Obispo, don Manuel Cayuelas decide volver a recuperar de nuevo para Callosa la puesta en escena de aquel Drama Sacro que en años atrás dejó de representarse, pero del que se tenía conocimiento por los éxitos cosechados.
Para poder llevar a cabo esta recuperación pone a disposición de la Agrupación Artística de Callosa, fundada en el año 1958, el libreto de la obra EL DRAMA DEL CALVARIO, del que se guardaba una copia en los archivos de la parroquia. Su directora entonces, Carmen García Sorribes, siendo conocedora del éxito y aceptación que la obra tuvo en los años cuarenta, decide ponerla en marcha, y en la Cuaresma del año 1969 se vuelve a representar la citada obra en el Salón Parroquial que existía en la parte alta de la Sacristía del Templo de San Martín. Comienza en este preciso y pequeño lugar lo que con el tiempo se ha convertido en el grandioso Auto Sacramental al que con los años se le denominó "LA PASIÓN DE CALLOSA DE SEGURA" y que desde entonces hasta hoy no ha dejado de representarse en la Ciudad de Callosa de Segura cada primavera.